# عزیزیه، غاب
عزیزیه (به عربی: العزیزیة) یک روستا در سوریه است که در ناحیه قلعه المضیق واقع شده‌است. عزیزیه ۱٬۸۲۸ نفر جمعیت دارد.